# 영국 철도 801
영국 철도 801(영어: British Rail Class 801) 또는 슈퍼 익스프레스(영어: Super Express)는 영국의 고속철도 차량으로 2015년부터 생산을 시작했다. 기존에 운행했던 인터시티 225 차량을 대체할 목적으로 2019년부터 운행에 들어갔다. 히타치 제작소의 A-Train 기술을 기반으로 제작되었고 그레이트 웨스턴 철도, 버진 트레인이 운용할 예정이다. 히타치 제작소 해외 공장이 있는 영국 뉴턴 에이클리프에서 차량을 제작할 예정이다.